# Buchnerodendron lasiocalyx
Buchnerodendron lasiocalyx är en tvåhjärtbladig växtart som först beskrevs av Daniel Oliver, och fick sitt nu gällande namn av Ernest Friedrich Gilg. Buchnerodendron lasiocalyx ingår i släktet Buchnerodendron och familjen Achariaceae. Inga underarter finns listade i Catalogue of Life.